# Aldermaston Wharf
Aldermaston Wharf (qui signifie en français : quai d'Aldermaston) est un petit village situé à 2,4 km (1,5 mile) au nord-nord-ouest d’Aldermaston dans le district du West Berkshire, dans le comté anglais du Berkshire. Le canal Kennet et Avon et le Great Western Railway le traversent. La gare ferroviaire d'Aldermaston et l’écluse d'Aldermaston se trouvent dans ce village. La route A4 passe juste au nord du village. Le Centre des visiteurs du canal Kennet et Avon, propriété de la British Waterways, dispose d’un salon de thé et une petite boutique.

## À proximité
À proximité se trouvent les villes de Newbury, Thatcham et de Reading. Les villages voisins sont Aldermaston, Midgham, Beenham, Woolhampton et Padworth. Aldermaston Wharf fait partie de trois paroisses: à savoir Padworth, Aldermaston et Beenham.

## La rivière Kennet
La rivière Kennet fut rendue navigable entre Reading et Newbury et ouverte comme la voie navigable Kennet en 1723. Un quai fut construit ici (à l'est du pont levant actuel) et une communauté de commerçants se développa autour. En outre, des charpentiers devaient servir les écluses et les ponts. À l'issue de la réalisation du canal Kennet et Avon en 1810, le commerce local prospéra encore plus avec les exportations de bois d'œuvre, de malt et de farine et les importations de charbon, de produits d'épicerie et de produits manufacturés. Lorsque le Great Western Railway racheta le canal dans les années 1850 un embranchement de canal fut construit jusqu’aux voies de chemin de fer pour permettre le transfert de marchandises entre le canal et le rail. Certains tronçons de celui-ci sont maintenant remblayés. La rivière Enborne rejoint la rivière Kennet juste à l'ouest du village. La brasserie Strange's était située juste au sud de l’écluse. Dans la fin du XVIIIe siècle, la brasserie était la propriété de Francis Strange. La brasserie fut vendue en 1952 et démolie.

## Galerie de photos

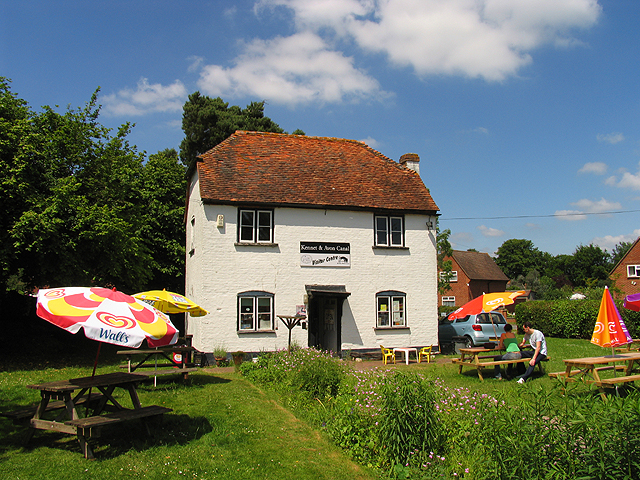
Centre des visiteurs d’Aldermaston Wharf de la British Waterways.
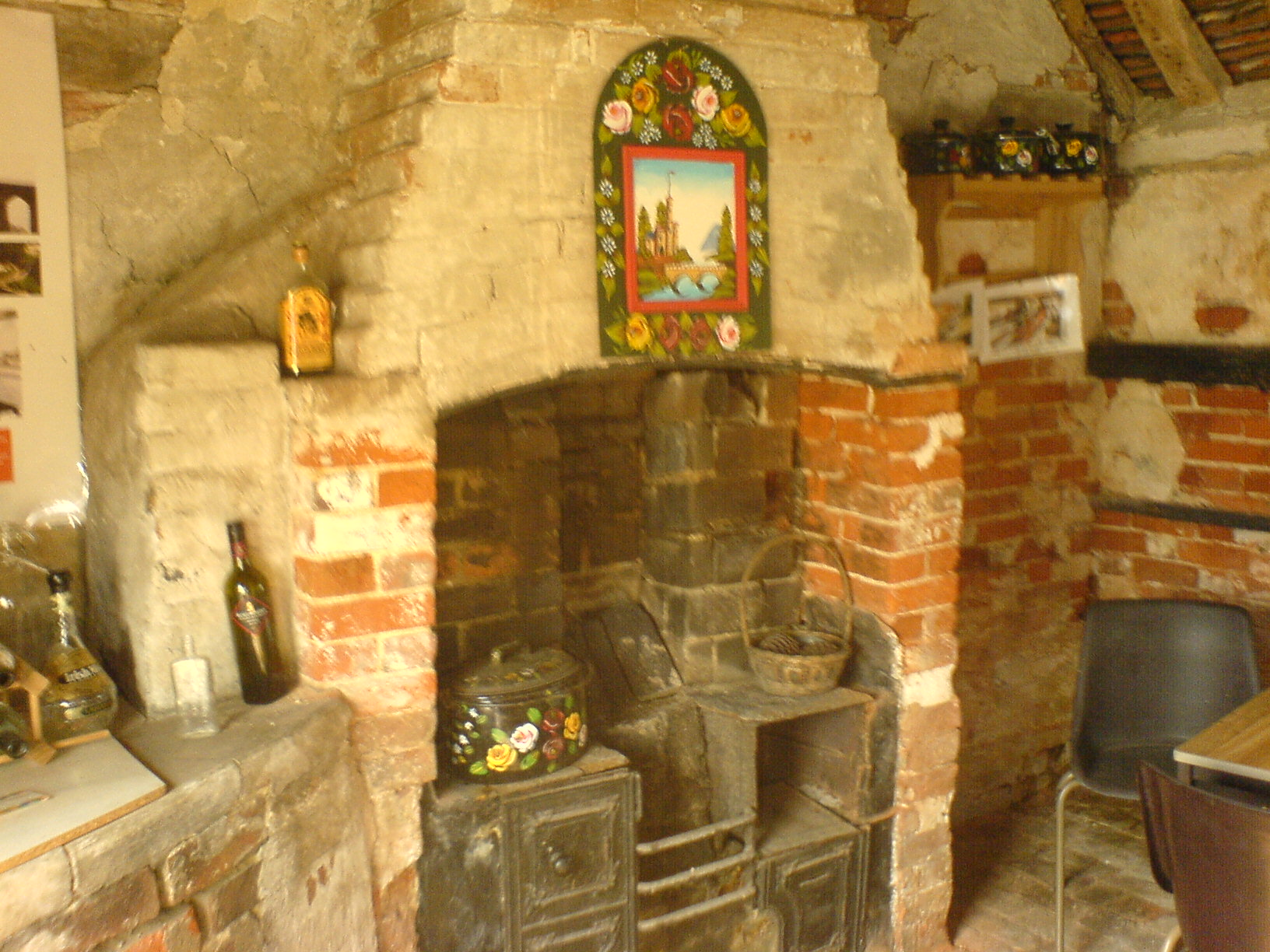
Cottage de loisirs du canal situé à Aldermaston Wharf.